# Rescate de la Casa Hacienda San Agustín
Rescate de la Casa Hacienda San Agustín es el nombre que recibe el proceso iniciado a partir del acuerdo entre el Ministerio de Transportes y Comunicaciones del Perú y la Dirección Regional de Cultura del Callao para salvaguardar la histórica Casa Hacienda San Agustín, inmueble con importante valor histórico y cultural, ubicado en la Provincia Constitucional del Callao, que iba a ser demolido conforme al proyecto de ampliación del Aeropuerto Internacional Jorge Chávez. Constituyó un tema relevante para diversos colectivos culturales, así como para investigadores y catedráticos, que proponían el desmontaje y posterior reinstalación como solución de rescate, pedido que viabilizada de manera conjunta tanto la modernización del aeropuerto como el rescate del Patrimonio Cultural.
El rescate de la Casa Hacienda San Agustín se inició el 2 de febrero del 2013, con la aprobación del Ministerio de Transportes y Comunicaciones, entidad que había expropiado los terrenos de la antigua Hacienda San Agustín, entre ellos los de la Casa Hacienda, de acuerdo al proyecto de ampliación de la segunda pista de aterrizaje y oficinas administrativas del Aeropuerto Internacional Jorge Chávez, y que además tenía que entregar los terrenos al concesionario Lima Airport Partners para el 14 de febrero del 2013. Al ser el tiempo reducido, se decidió otorgar diez días para los trabajos de rescate.
La Dirección Regional de Cultura organizó un equipo técnico integrado por expertos de su cartera, del Ministerio de Cultura del Perú y de un experto profesional independiente. Este equipo, los días 2, 3 y 4 de febrero, realizó un relevamiento arquitectónico, que consistió en elaborar planos del predio, y un levantamiento topográfico. Inmediatamente, se inició el proceso de desmontaje de las estructuras de la Casa Hacienda que se extendió hasta el 12 de febrero. Los trabajos contaron con la participación de varios voluntarios, conformados por estudiantes universitarios y profesionales técnicos, así como de los alumnos de la exEscuela Taller de Lima.
En la actualidad, el Ministerio de Cultura está viendo el terreno donde reinstalar la Casa Hacienda.

## Antecedentes
A mediados del 2000 se declara de necesidad pública la expropiación de los bienes adyacentes al Aeropuerto Jorge Chávez -entre ellos los del Asentamiento Humano El Ayllu, comunidad agrícola conformada por los antiguos trabajadores de la Hacienda San Agustín-, para la ampliación, desarrollo y mejora de la infraestructura del Aeropuerto. Mediante la ley se encargó al Ministerio de Transportes y Comunicaciones el ser ejecutor de la expropiación. Para cumplir dicha labor se le asignaron diez años, al cabo de los cuales la concesionaria Lima Airport Partners empezaría a desarrollar el proyecto de modernización.
A finales del 2012, doce años después de promulgada la ley, el Ministerio de Transportes y Comunicaciones, empieza a ejecutar la liberación de las áreas designadas. En lo que fue un acto criticado por la opinión pública, el Ministerio de Transportes y Comunicaciones empezó la demolición de la Casa Hacienda San Agustín, destruyendo primero las paredes colaterales del patio para dar ingreso a la maquinaria pesada. Este hecho fue realizado el 29 de enero a horas de la mañana, pese a los reiterados intentos de la Dirección Regional de Cultura del Callao de coordinar una reunión con el Ministerio de Transportes y Comunicaciones respecto al futuro de la Casa Hacienda. Los colectivos culturales, como Salvemos Lima, denunciaron y lamentaron el hecho.
.

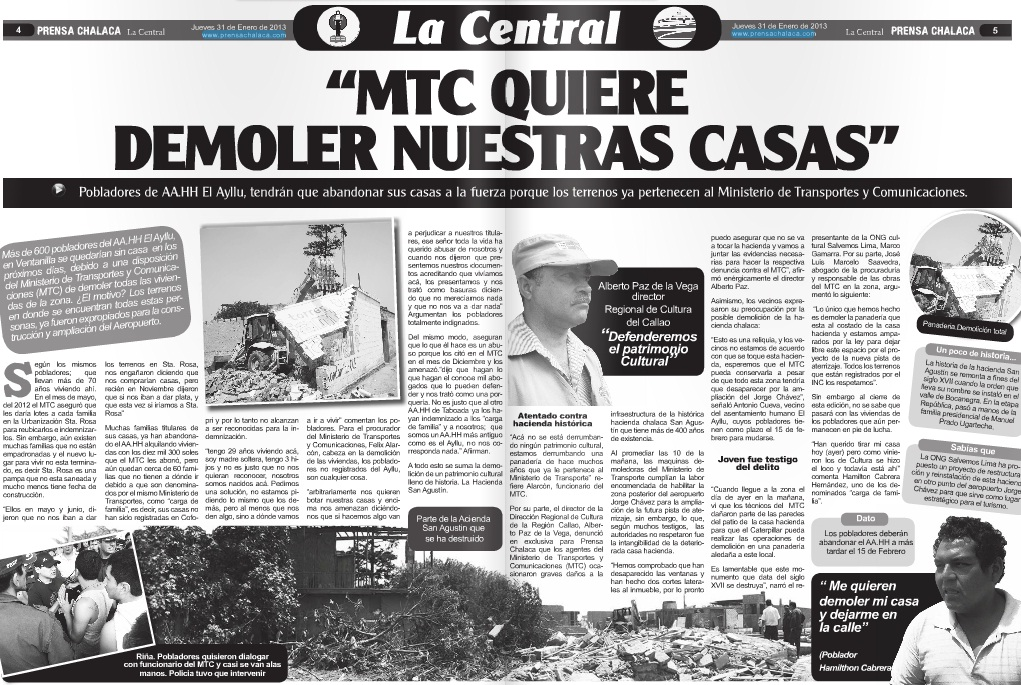
Medios de comunicación cubren llegada del Director Regional de Cultura del Callao Alberto Paz de la Vega al AH. El Ayllu, junto a la Fiscalía Provincial del Callao para certificar los daños a la Casa Hacienda. Coordinador del Colectivo Cultural Salvemos Lima, Marco Gamarra, brindó información sobre el intento del MTC por demoler el inmueble

Un día después del incidente, el 30 de enero, la Dirección Regional de Cultura del Callao y la Fiscalía Provincial del Callao se apersonan al lugar y evitan que continúe la demolición de la Casa Hacienda. Para el procurador del Ministerio de Transportes y Comunicaciones, Alan Alarcón, en ningún momento hubo intento de demoler la Casa Hacienda, sino que, más bien hubo interés en limpiar sus alrededores.
Ahora sí en reunión, la Dirección Regional de Cultura del Callao y el Ministerio de Transportes y Comunicaciones llegan a un acuerdo con respecto a la Casa Hacienda: su rescate mediante el desmontaje y la reinstalación, un procedimiento que se haría por primera vez en el Callao.
Determinado el día para iniciar los trabajos, se hace una convocatoria de voluntariado, en el que participan un aproximado de treinta estudiantes y profesionales provenientes de diversas universidades y carreras. 
Durante el último día de las labores de desmontaje se realizó una ceremonia en reconocimiento a la historia y trayectoria social de San Agustín. El pueblo que existió entorno la Hacienda San Agustín se caracterizaba por su diversidad étnica y cultural. 
En la actualidad las piezas de la Casa Hacienda se encuentran en el Cuartel Santa Catalina, esperando a que el Ministerio de Cultura determine un lugar donde reinstalarlas.

## Participantes en el proceso de desmontaje de la Casa Hacienda San Agustín
Dirección Regional de Cultura del Callao
- Alberto Paz de la Vega Mayandia, Director
- Juan Ernesto Rivera Castañeda
- Nancy Santander Málaga

Experto profesional independiente
- Jorge Larrea Tovar

Alumnos de la exEscuela Taller de Lima
- Carlos Carpio Vivanco

Voluntarios
- Luis Alfredo Sovero Vásquez
- Ana Isabel Chambi Ochoa
- Diana Stephanie Alejos Ríos
- María Copaira Ortiz
- Bruno Calderón Ortiz
- Marco Gamarra Galindo
- Antonio Polo y La Borda
- Rosa Cusihuaman Rosillo
- Luis Alberto Donayre Valdés
- Daniel Flores Apaza
- Ronald Castillo Vásquez
- Omar Jiménez Delzo
- Stephanny Melgarejo Tello
- Paula Moreno Zapata
- Lurdes Flores Sandoval
- Marly Orrego Morales
- Solange Sarrín Lozada
- Katia Urdániga Huanqui